# عسيلة (حمص)
عسيلة قرية سورية تتبع ناحية مركز الرستن في منطقة الرستن في محافظة حمص. بلغ عدد سكانها 360 نسمة في عام 2004 حسب إحصاء المكتب المركزي للإحصاء.